# Єраго-кон-Ораго
Єраго-кон-Ораго, Єраґо-кон-Ораґо (італ. Jerago con Orago) — муніципалітет в Італії, у регіоні Ломбардія,  провінція Варезе.

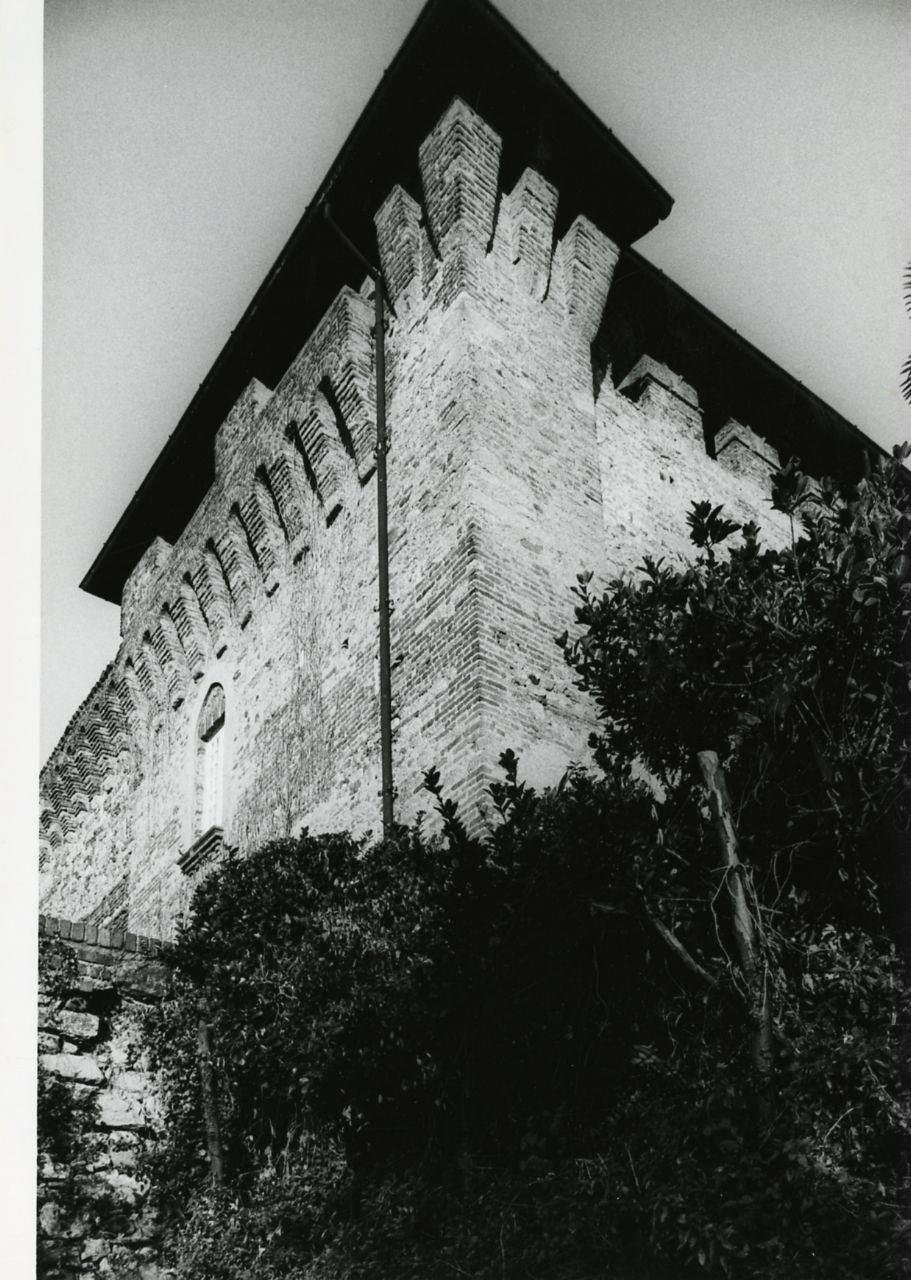
Єраго, 1980 (фото Паоло Монті)

Єраго-кон-Ораго розташоване на відстані близько 520 км на північний захід від Рима, 45 км на північний захід від Мілана, 14 км на південь від Варезе.
Населення — 5238 осіб (2014).

## Демографія
Населення за роками:

Станом на 1 січня 2023 року в муніципалітеті офіційно проживало 286 іноземців з 37 країн, серед них 39 громадян країн Євросоюзу та 17 громадян України.

## Уродженці
- Алессандро Костакурта (*1966) — відомий у минулому італійський футболіст, захисник, згодом — футбольний тренер.

## Сусідні муніципалітети
- Альбіццате
- Безнате
- Каварія-кон-Премеццо
- Оджона-кон-Санто-Стефано
- Сольб'яте-Арно
- Суміраго